# Dwór w Wygiełzowie
Dwór w Wygiełzowie – pochodzący z I połowy XIX wieku budynek dworski, znajdujący się w Wygiełzowie (powiat zawierciański). Obecnie obiekt znajduje się w rękach prywatnych.

## Historia i architektura
Dwór był własnością rodu Szlichcińskich – rodziny o trwałych wartościach patriotycznych. Z byłymi właścicielami dworu spokrewniony jest Stefan Jurkowski (ur. 1948) – poeta, publicysta, krytyk literacki, dziennikarz. Po zakończeniu II wojny światowej obiekt niszczał. 
Dwór jest budynkiem parterowym, murowanym, zbudowanym na planie zbliżonym do litery "T". Od frontu znajduje się czterokolumnowy portyk. Wokół znajdują się pozostałości parku dworskiego, a obiekt położony jest widłach dolin dwóch prawobrzeżnych dopływów rzeki Białki.